# シン・チャンウォン事件

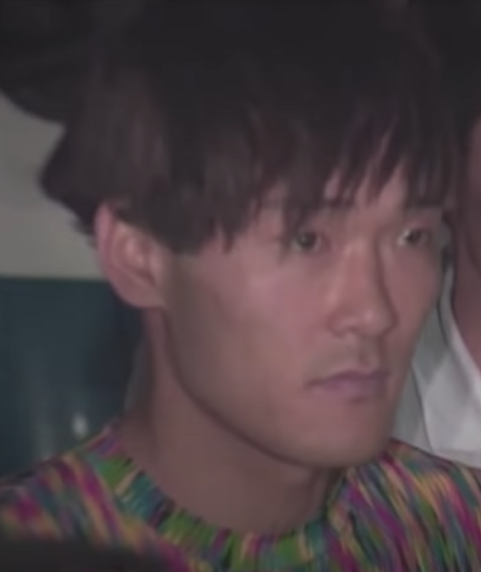
シン・チャンウォン

シン・チャンウォン事件は、韓国で1997年に発生した脱獄事件。釜山の刑務所に収容されていたシン・チャンウォン（申昌源、1967年5月28日 - ）受刑者は、以後2年半にわたって逃亡し、1999年に逮捕された。事件は大きく報道され、シン・チャンウォンが逮捕当時に着ていた派手な色回りのスパンTが流行った。

## 幼少期
シンは1967年5月28日、全羅北道金堤市金溝面で3男1女の貧しい家庭で末っ子に生まれた。8歳頃、母親と死別。この頃について、後年シンは以下の様に述懐している。
結局小学校は卒業したものの、中学校への進学は叶わなかった。

## 犯罪
進学できずに非行に走ったシンは、1982年に窃盗罪で検挙される。この時、実父のシン・フンソンの強い意向でシンは少年院に入ることになる。周囲は反対したものの、父フンソンとしては少年院へ行くことで息子の更生を願っていた。だが、シンはむしろこの事件によって本格的な犯罪人生を送ることとなる。
少年院を出た後、ソウルに上京し飲食店で配達などをしていたが、1983年に再び窃盗罪で捕まり、懲役8ヶ月（執行猶予1年）を宣告された。1989年には共犯3人と共にソウル市城北区敦岩洞で強盗に入り、強盗致死罪で指名手配され同年9月逮捕。その後、無期懲役の判決を受けて青松刑務所に収監。1994年、釜山刑務所に身柄を移された。

## 脱獄
シンは1997年1月20日、釜山刑務所のトイレの鉄格子を切断し脱出した。以後約2年間、全国を逃げ回り、約9億8000万ウォンを盗んだ。その金は遊興業店で女性従業員たちを誘惑するため使い、同居してアジトにした。しかし同居できなかったときは洞窟のような場所で生活したという。またシンを追う警察官が拳銃を発砲し、負傷したこともあったが、それをものともせず逃げたこともあった。警察は相当な動員をかけ追ったがなす術がなく、多くの警察官が目の前で逃したことの責任をとり辞任したほどだ。だが1999年7月16日、全羅南道順天市のアパートでガス管修理を依頼された修理工の情報提供を受け、ついに警察に検挙された。

## 再逮捕以後
再び検挙されたシンは、強盗、強姦など15の罪で死刑を求刑されたが、判決では本来の無期懲役に22年6ヶ月の懲役を追加され現在、慶尚北道の青松第2刑務所に収監されている。刑務所では中学課程の認定試験に合格したばかりか2004年4月に高校入学認定試験に優秀な成績で合格し、同年8月には高卒認定試験まで合格した。その後は模範囚として服役している。シンは「（認定試験合格を）機に、相談心理学を勉強して学士号も取得したい」と話している。

## その他
ザ!世界仰天ニュース（2002年5月29日）で再現ドラマが放送された。